# Elaphidion tectum
Elaphidion tectum là một loài bọ cánh cứng trong họ Cerambycidae.